# Peugue (rivière)
Pour les articles homonymes, voir Peugue.
Le Peugue est une rivière française du département de la Gironde, en région Nouvelle-Aquitaine, affluent de la Garonne.

## Géographie
De 13,5 kilomètres de longueur, il prend sa source dans la commune de Pessac, à 51 mètres d'altitude au lieu-dit « bois des sources du Peugue ».
Après un parcours globalement du sud-ouest vers le nord-est, son cours sert de frontière entre Mérignac (au nord) et Pessac (au sud).
Le Peugue conflue en rive gauche de la Garonne, au centre de Bordeaux en aval immédiat du pont de pierre.

### Communes et cantons traversés
Dans le seul département de la Gironde, le Peugue traverse trois communes de l'amont vers aval : Pessac, Mérignac et Bordeaux (confluence).

### Organisme gestionnaire
Bordeaux Métropole s'occupe de la gestion de ce cours d'eau.

## Affluents

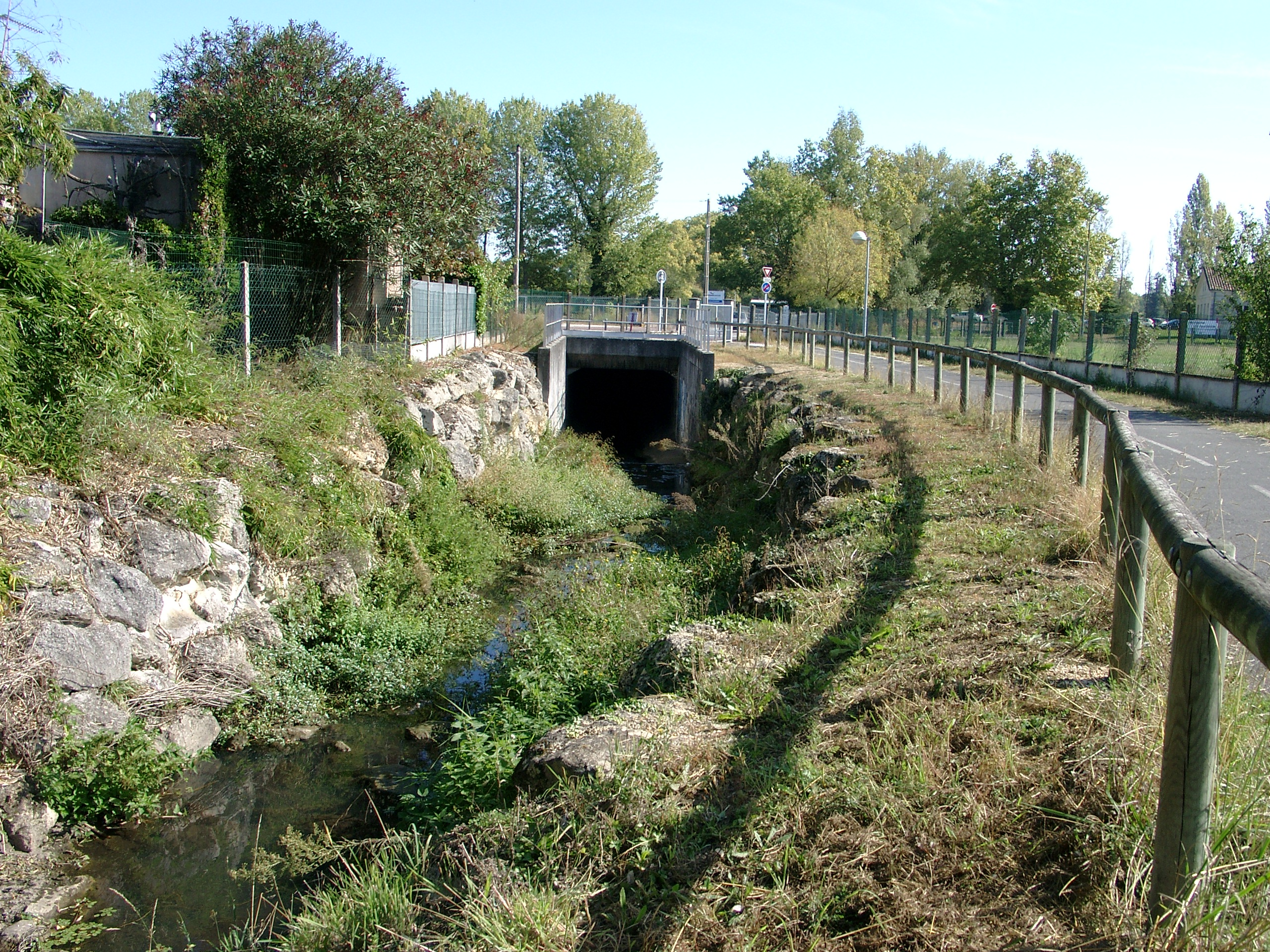
Les Ontines sur la commune de Mérignac

Le Peugue a deux affluents référencés :
- le Bras du Peugue (rive gauche), un kilomètre sur la commune de Pessac ;
- les Ontines (rive gauche), 5,7 kilomètres, sur les deux communes de Bordeaux et Mérignac qui a lui-même un affluent, le ruisseau du Pas de l'Âne (rive droite), 1,2 kilomètre sur la commune de Mérignac.

Donc son rang de Strahler est de trois.

## Histoire

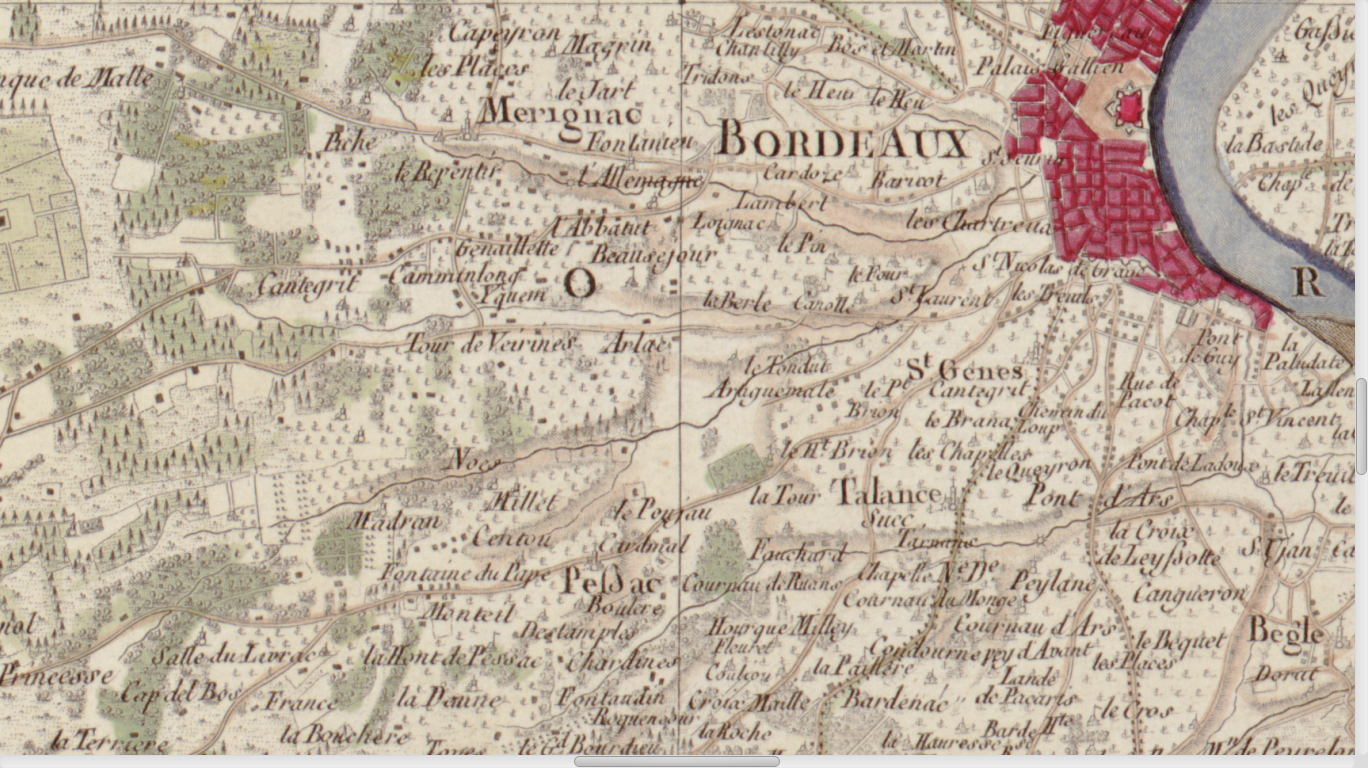
Le Peugue et la Devèze en 1756, Cassini.

Avec la Devèze, il formait un delta marécageux, qui fut creusé par les Romains au Ier siècle apr. J.-C., pour en faire un port (qui se situait sous l'église Saint-Pierre).
Autrefois le Bois des Sources du Peugue s’est formé, à une époque indéfinie, sur un site pessacais dénommé « Le Domaine des Anguilles ».
En effet, après un long périple depuis l’océan Atlantique, plus exactement depuis la mer des Sargasses, ces anguilles, venant de loin, arrivaient jusqu’au Peugue, remontaient jusqu’à sa source, pour rejoindre enfin les bassins circulaires environnants, les lagunes, et constituant ainsi de véritables viviers.
Des dunes de sable se formèrent le long des rives du Peugue et tout le long de son cours, permettant, au XIXe siècle, l’exploitation de verreries telle que celle du Vallon.
Le Peugue était le canal de la mer signalé par les rôles gascons (documents officiels d’actes ou titres)[pas clair].
Dans Bordeaux, l'axe formé par le Peugue a été transformé, à la fin du XIXe siècle, par la création d'une rue dite voie du Peugue, aujourd'hui devenue le cours Alsace-Lorraine.

## Étymologie
Le mot d’origine latine pelagus signifiant eaux débordées d’une rivière, a donné peugue en gascon.
Il est ainsi resté dans la langue moderne avec le sens de « pleine mer », « le large ».

## Aménagements et écologie
Sur son cours, des moulins étaient implantés : moulin d'Arles, moulin de Noès.
Du fait de sa situation géographique, le Peugue a favorisé l'installation du Centre hospitalier spécialisé Charles-Perrens au XIXe siècle.
Le Peugue a été jugé inapte à accueillir des espèces migratoires à cause de nombreux obstacles infranchissables pour les anguilles, les lamproies, les flets ou les mulets.